# Salzböde
Die Salzböde ist ein etwa 27,6 km langer rechter Zufluss der Lahn im Landkreis Marburg-Biedenkopf mit Mündung im Landkreis Gießen im Bundesland Hessen. Sie hat ein Wassereinzugsgebiet von rund 140 km². Neben dem Fluss verläuft der 29 km lange Salzböderadweg.
Der längs sich der Flussaue ziehende Naturraum Salzbödetal teilt das umgebende Gladenbacher Bergland in West-Ost-Richtung.

## Name

### Ersterwähnung
Erstmalige Erwähnung erfährt die Bezeichnung Salzböde in einer Schenkungsurkunde aus dem 8. Jahrhundert, in der eine Edelfrau namens Adelburch ihre Besitzungen in der mündungsnahen Ortschaft „Salzbutine“ (Salzböden) dem Kloster Fulda überträgt.
Im Landfriedensvertrag, den Bischof Wernher von Mainz 1265 mit hessischen Reichsstädten und benachbarten Territorialherren schloss, wird bei der Beschreibung der Grenze im Norden auch der Fluss Salzböde („..., et ab illa silva usque ad aquam, que dictur Salzbuide,...“) (..., und vom Wald bis zum Wasser, wie es Salzbuide heißt) genannt.
In dem Buch „Statistisch-topographisch-historische Beschreibung des Großherzogthums Hessen“ von Georg Wilhelm Justin Wagner, Großherzoglicher Geometer, Verlag Carl Wilhelm Leske, Darmstadt, aus dem Jahr 1830, steht u. a.: „In der Nähe von Mornshausen a. S. ist ein salziges Wasser entdeckt worden, worauf sich wahrscheinlich der Name ‚Salzböde‘ bezieht.“

### Herkunft des Namens
Der Regensburger Onomastiker Albrecht Greule leitet den Bachnamen Salzböde von der indogermanischen Wurzel * bud ab. Die hypothetische Urform des Gewässernamens Salzböde wäre demnach *(Salz-)budina. Das Hydronym * Budina, die Endsilbe -böde, hat zudem weitere Entsprechungen, wie die Bode im Harz und innerhalb Europas beispielsweise, die Bütten im Elsass, die Pitten in Niederösterreich oder die Bednja in Kroatien. Das Präfix Salz- ist ein unterscheidender Namenszusatz wie etwa auch in Salzschlirf oder Salzuflen.
Den Gewässernamen Salzböde zählt Greule außerdem zur Gruppe der voreinzelsprachlichen, alteuropäischen Hydronyme innerhalb des Einzugsgebietes der Lahn, zu der ebenfalls die Namen der benachbarten Bachläufe Allna und Aar gehören.
Möglicherweise könnte die Endsilbe -böde aber auch ein althochdeutsches Synonym für Fluss/Bach sein, ähnlich wie die Bode im Harz.
Der Name Salzböde ist für einen Süßwasserbach ungewöhnlich. Aber erstens deutet schon der Pflanzenwuchs im Entstehungsgebiet auf einen etwas erhöhten Mineral- bzw. Salzgehalt im Boden hin. Und zweitens soll nach einem hartnäckigen Volksglauben das Wasser der Salzböde lokal ein wenig salzig schmecken. Erwiesenermaßen gab oder gibt es entlang des Bachlaufs einige Salzlagerstätten, die jedoch alle nicht als ergiebige Fundstellen anzusehen sind.
Die Herkunft der Salze im östlichen Rheinischen Schiefergebirge, die aus Klüften aufsteigen, ist nicht eindeutig geklärt. Da im Rheinischen Schiefergebirge keine Salzlagerstätten bekannt sind, muss das Salzwasser von außen, z. B. von Süden über bedeutende, tiefreichende Dehnungsbrüche in den konsolidierten Schiefergebirgsblock hineinmigrieren (einfließen). Naheliegend ist daher eine Wanderung von Süden aus den tertiären Salzlagerstätten des Oberrheingrabens. Bekannt ist, dass von Süden über Wiesbaden – Biskirchen ein NaCl-Grundwasserstrom nach Norden zieht. Wo er endet, ist nicht bekannt.

## Geographie

### Entstehung im Quellgebiet
Der Ursprung der Salzböde liegt im südwestlichen Teil des Gladenbacher Berglandes im historischen Hessischen Hinterland in der Gemeinde Bad Endbach, nordwestlich des Ortsteils Hartenrod, in der Gemarkung Schlierbach. Das Quellgebiet liegt in 435 bis 410 m ü. NN am südlichen Abhang des 564 m hohen Würgeloh, einem südlichen Ausläufer der Bottenhorner Hochflächen.

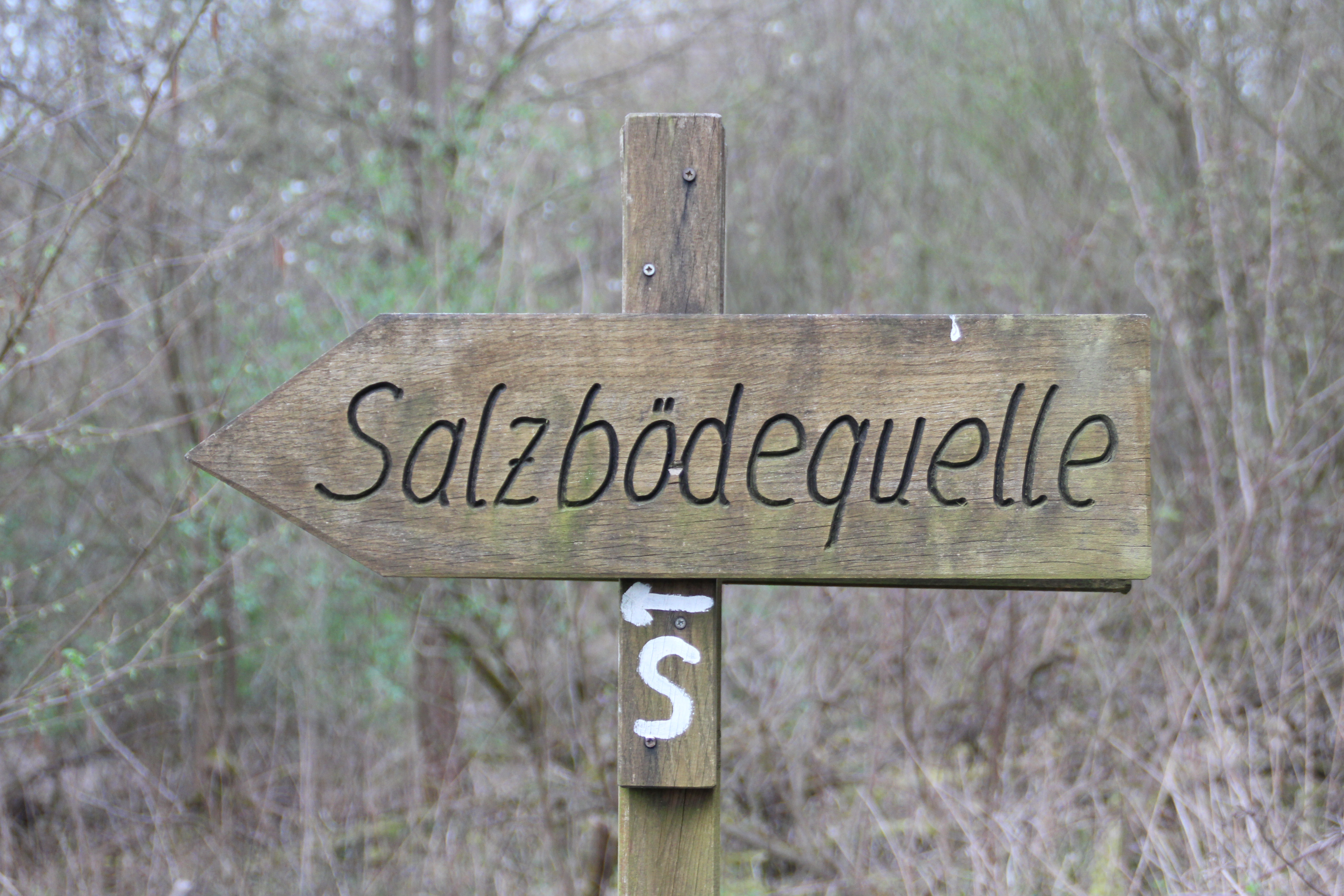
Hinweisschild

Eine eigentliche Quelle findet sich nicht. Das Wasser sickert aus vielen einzelnen Quellchen, die über eine größere Fläche auf einer sumpfig-nassen Wiese, „Salzwiese“ genannt, in sanfter Hanglage verteilt sind. Das vor Ort stehende Schild „Salzbödequelle“ kennzeichnet die Stelle, wo das Gewässer als kleiner Bach erstmals sichtbar wird.
Die Fließrichtung ist zunächst südöstlich. Bereits nach etwa 600 Metern beginnt die bebaute Siedlungsfläche von Hartenrod. Von dort an ist das Wasser auf ca. 500 m Länge (Luftlinie) durchgehend in Kanalisationsrohre gefasst und sein Verlauf mit verschiedenartigsten Bauwerken mehr oder weniger stark überbaut. Daher ist auch nicht eindeutig erkennbar, wo und in welcher Weise ein zweites Fließgewässer mit ihm zusammentrifft. Dieses entspringt ziemlich genau 2 km Luftlinie südlich der oben beschriebenen Hangwiese am Nordwestabhang des 498 m hohen Schönscheid. Es führt eine vergleichbare Wassermenge über etwas größere Strecke, bevor es ebenfalls in Ortslage verrohrt ist. Dieses zweite Fließgewässer soll ausweislich topographischer Karten auch noch ein weiteres, genau südlich des Ortes entspringendes aufnehmen.

### Verlauf

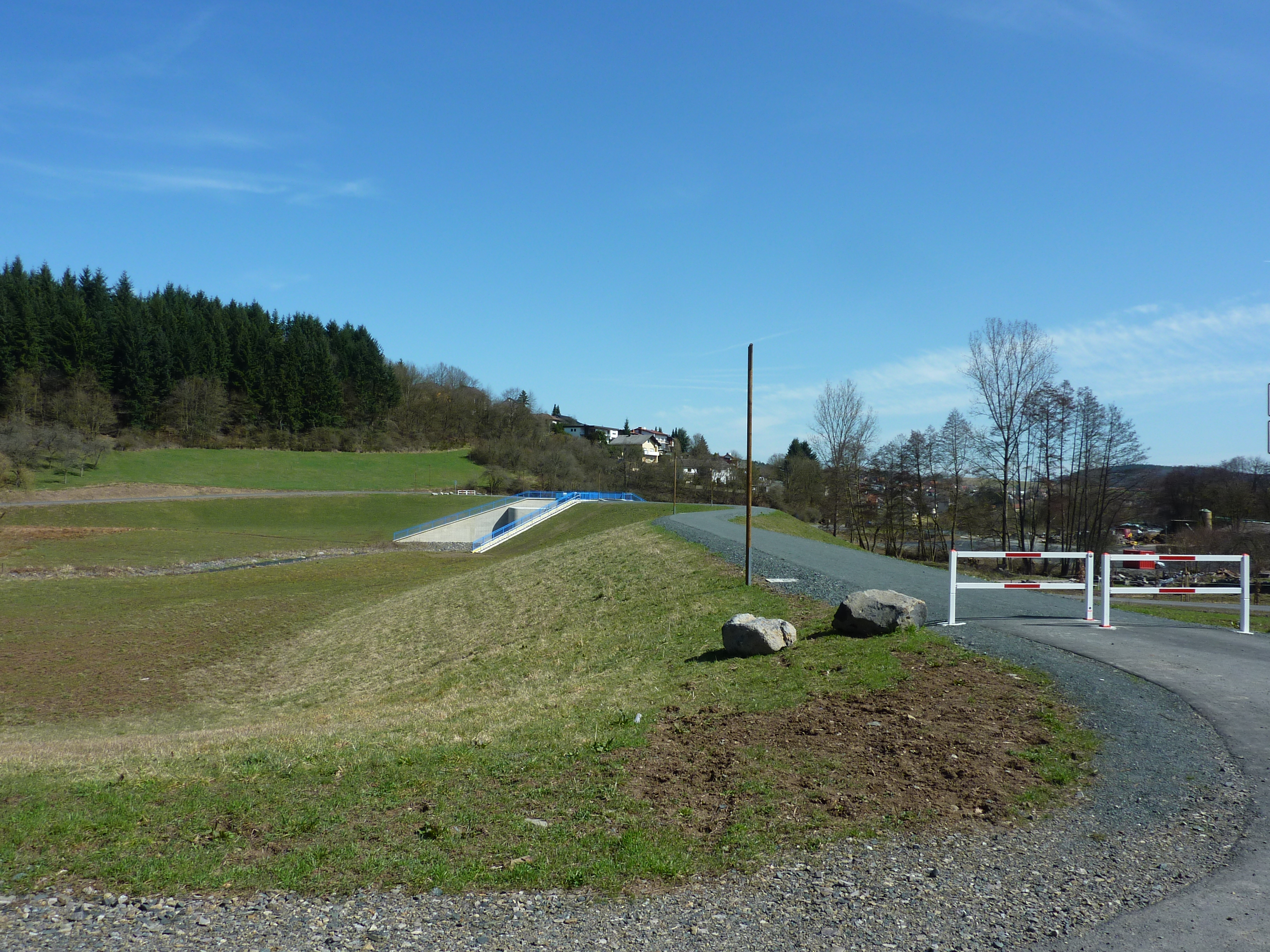
Hochwassersperrwerk "Waldmühle", südwestlich von Weidenhausen. Eine ähnliche Anlage befindet sich auf Höhe des Orts Damm.

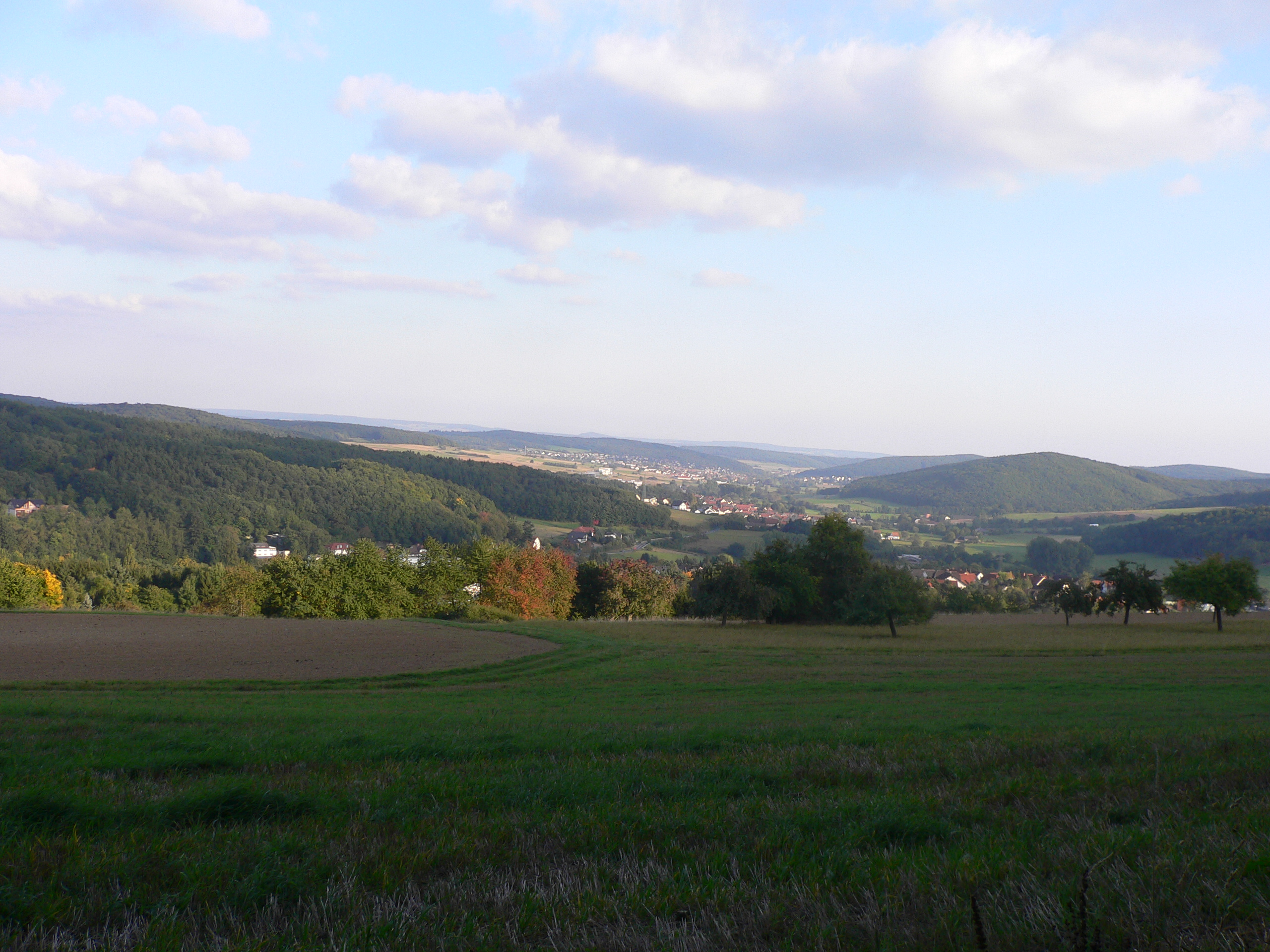
Blick vom Lammerich (Burgstall Naumburg) über Gladenbach, Mornshausen, Lohra, Damm ins untere Salzbödetal

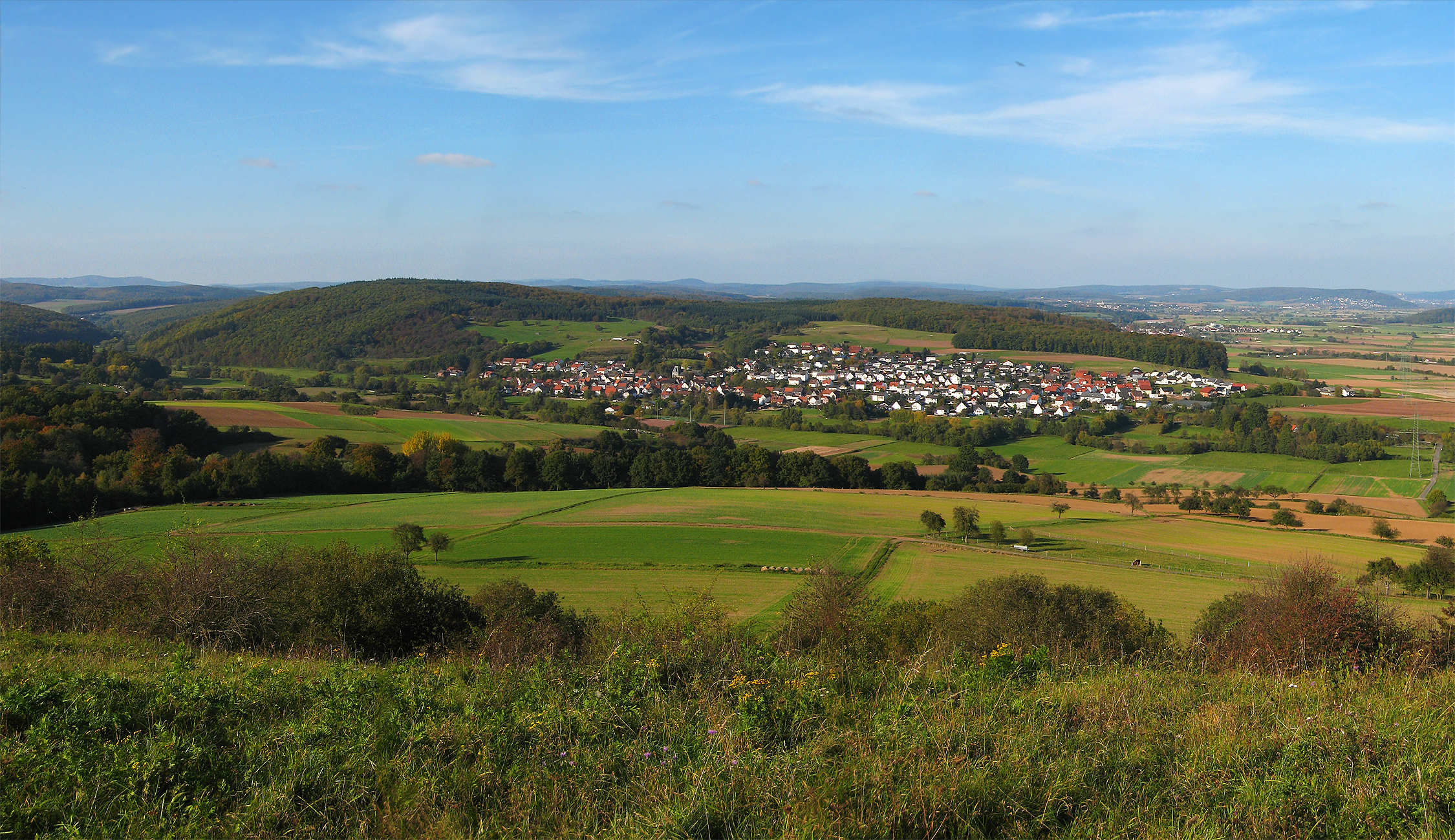
Blick vom Altenberg in das Salzbödetal auf die Ortschaft Salzböden kurz vor der Mündung in die Lahn

Die generell östliche Fließrichtung ist bedingt durch die Lage des deutlich über 500 m hohen Hochplateaus der Bottenhorner Hochflächen im Norden gegenüber den zunächst in praktisch ununterbrochener Folge südlich anstehenden steilen Hügel des Naturraumes Zollbuche mit Gipfelhöhen zwischen 300 und 450 m. Erst in der zweiten Hälfte der Strecke biegt die Salzböde dann immer stärker in südliche Richtungen ab.
In Fließrichtung durchquert die Salzböde die Gemarkungen der Ortschaften Hartenrod, Bad Endbach und Wommelshausen-Hütte (alle Gemeinde Bad Endbach), danach die Stadtteile Weidenhausen, Erdhausen, Gladenbach und Mornshausen der Stadt Gladenbach sowie die Ortsteile Lohra, Damm und Reimershausen der Gemeinde Lohra.
Zwischendurch durchfließt die Salzböde an der Steinfurtsmühle unterhalb von Oberwalgern auch kurzzeitig das Gemeindegebiet von Fronhausen. Damit fließt sie zum allergrößten Teil im Landkreis Marburg-Biedenkopf. Kurz vor ihrer Mündung berührt sie noch den Ortsteil Salzböden, die Siedlung Röderheide und den Ortsteil Odenhausen der Stadt Lollar im Landkreis Gießen.

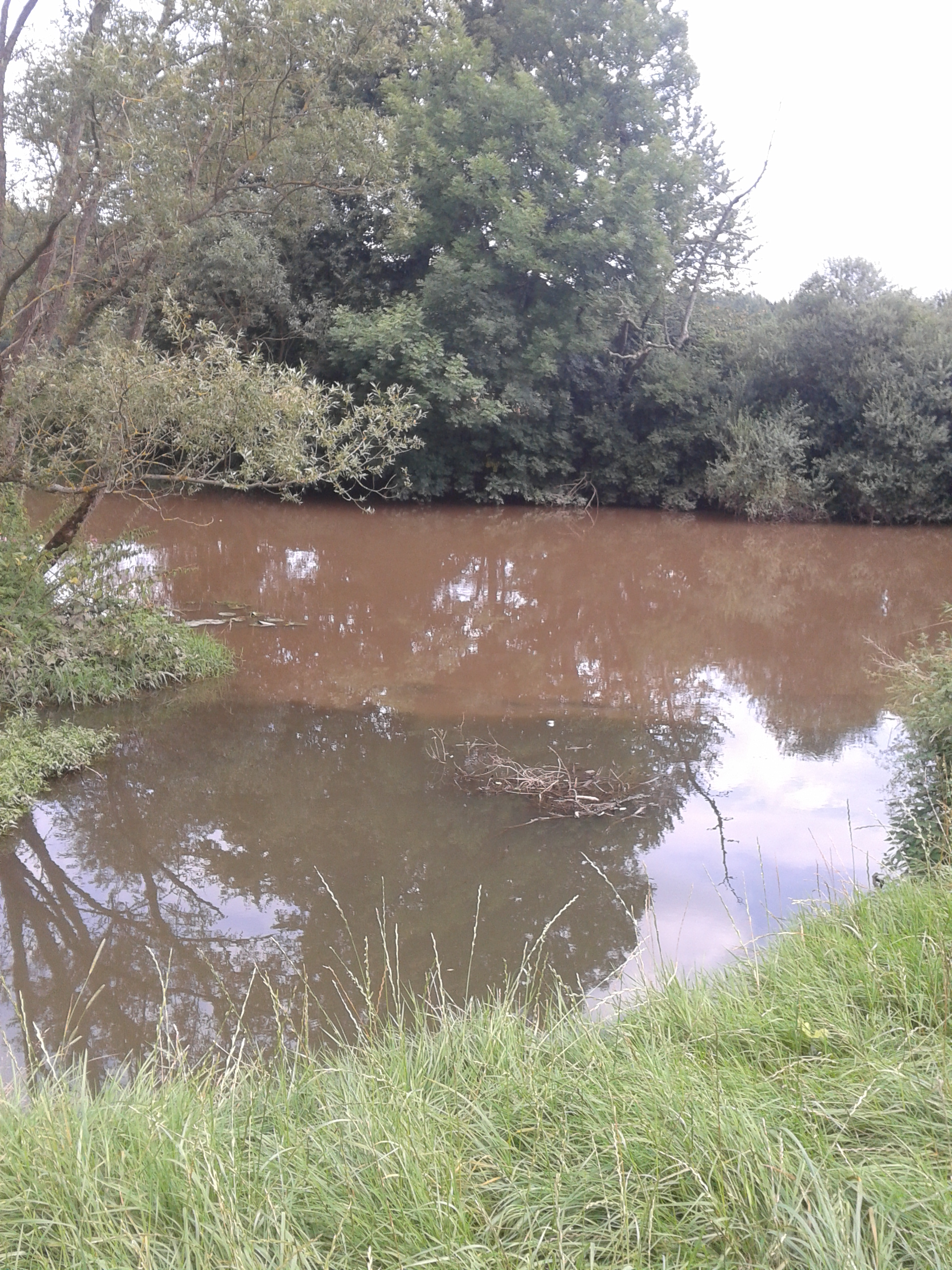
Mündung der Salzböde (mit der dunkleren Farbe) in die Lahn

Bemerkenswert ist bei allen diesen Siedlungen, dass sie – mit Ausnahme von Hartenrod und Bad Endbach – entweder in einem recht großen Abstand zum Bachbett oder aber zumindest in relativ hochwasserfreier Lage errichtet sind. Ausnahmen davon sind allerdings die noch bestehenden Gebäude der fast sprichwörtlichen 40 Mühlen. Aber auch ihre Standorte sind aus jahrhundertealter Erfahrung so ausgewählt worden, dass sie im Normalfall von Hochwasser nicht bedroht werden. Allerdings sind, meist in jüngerer Zeit, einige Gebäude zu nahe am Wasserlauf errichtet worden, z. B. die Gemeindeverwaltung und das Kurhaus in Bad Endbach.
Durch ein Starkregenereignis am 17. September 2006 mit über 100 l/m² Niederschlag entstanden am Kurpark Bad Endbach und vor allem an den Gebäuden beträchtliche Schäden. Daraufhin wurden Hochwasserschutzmaßnahmen (u. a. Auffangbecken und Sperrwerke) im Verlauf der Salzböde geplant, die am Oberlauf inzwischen weitgehend abgeschlossen sind. Im April 2013 wurde das an der engsten Stelle im Oberlauf der Salzböde errichtete Sperrwerk westlich der "Waldmühle" fertiggestellt.

### Nebenflüsse
Folgende Nebenflüsse fließen der Salzböde zu:
| Name                | Zufluss- seite | Länge [km] | Einzugs- gebiet [km²] | Mündungs- höhe [m. ü. NN] | Mündungs- ort       | Quell- Naturraum               | DGKZ       |
| ------------------- | -------------- | ---------- | --------------------- | ------------------------- | ------------------- | ------------------------------ | ---------- |
| Schlierbach         | links          | 2,4 km     |                       | 340                       | Hartenrod           | Bottenhorner Hochflächen       | 25834-114  |
| Hülsbach            | links          | 3,4 km     |                       | 325                       | Hartenrod           | Bottenhorner Hochflächen       | 25834-194  |
| Endbach             | rechts         | 2,9 km     | 3,636                 | 296                       | Endbach             | Zollbuche                      | 25834-2    |
| Dernbach            | links          | 4,3 km     | 6,024                 | 286                       | Wommelshausen-Hütte | Bottenhorner Hochflächen       | 25834-32   |
| Floßbach            | rechts         | 2,1 km     |                       | 283                       | Wommelshausen-Hütte | Zollbuche                      | 25834-392  |
| Seibertshäuser Bach | rechts         | 3,3 km     | 6,983                 | 260                       | Weidenhausen        | Zollbuche                      | 25834-4    |
| Römershäuser Bach   | links          | 5,3 km     | 9,831                 | 250                       | Weidenhausen        | östl. Bottenhorner Hochflächen | 25834-52   |
| Kehlnbach           | links          | 4,2 km     |                       | 235                       | Erdhausen           | Salzbödetal                    | 25834-594  |
| Bornsbach           | links          | 3,5 km     | 4,623                 | 229                       | Gladenbach          | Salzbödetal                    | 25834-6    |
| Nixböde             | links          |            |                       |                           | Mornshausen         | Salzbödetal                    |            |
| Subach              | rechts         | 3,7 km     |                       | 217                       | Mornshausen         | Zollbuche                      | 25834-718  |
| Limbach             | rechts         | 2,1 km     |                       | 204                       | Lohra               | Zollbuche                      | 25834-7316 |
| Kirbach             | links          | 2,5 km     |                       | 203                       | Lohra               | Salzbödetal                    | 25834-7392 |
| Vers                | rechts         | 8,4 km     | 42,546                | 188                       | Reimershausen       | Salzbödetal                    | 25834-8    |

Alle innerhalb der Bad Endbacher Gemarkung entspringenden linken Nebenflüsse kommen von den sich im Norden unmittelbar anschließenden Bottenhorner Hochflächen und bleiben entsprechend kurz; die weiter flussabwärts folgenden linken Zuflüsse kommen sogar unmittelbar aus dem reliefarmen Naturraum Salzbödetal.
Aus analogen Gründen bleiben auch die rechten Nebenflüsse oberhalb Lohras, die ihre Quelle in dem sich südlich unmittelbar anschließenden Höhenzug der Zollbuche haben, kurz.
Erkennbar kommt der Vers eine Sonderrolle zu – ihr Tal nimmt auch, zusammen mit ihren Nebenflüssen Krebsbach (rechts, 7,0 km, 12,443 km²) und Krumbach (links, 4,6 km, 6,216 km²), den Südwest-Arm des Naturraumes Salzbödetal ein.

## Wirtschaft

### Mineralwasserbrunnen
Im Tal bei Mornshausen, dicht an der Gemarkungsgrenze zu Lohra, übergreifend auf beide Gemarkungen, bei der Götzenmühle und der Mappesmühle, wurden Ende des 19. Jahrhunderts zwei Bohrungen niedergebracht, aus denen man salzhaltiges Wasser (chlorid- und kalziumhaltig) förderte.
Das Hygiene-Institut der Uni Marburg untersuchte im Auftrag der Gemeinde Lohra 1958 nochmals Wasserproben aus der „Unteren Salzwiesenquelle“ in der Gemarkung Lohra mit folgendem Ergebnis:
"Nach der chemischen Analyse ist das Wasser im wesentlichen charakterisiert durch seinen hohen Gehalt an Alkali-Chlorid, d. h. vorwiegend Natrium-Chlorid. Da die Gesamtmenge der gelösten festen Bestandteile über 1g/l liegt, handelt es sich bei diesem Wasser um ein Mineralwasser, und zwar kann der Brunnen als „Kochsalz-Quelle“ bezeichnet werden".
Abschließend heißt es:
"..., dass sich das Wasser nach entsprechender Aufbereitung als „Heilwasser“, zumindest aber als Tafelwasser verwenden lassen wird".
Das hat man nicht weiter verfolgt.

### Mühlen, Waldschmieden, Hochofen und Hüttenwerke

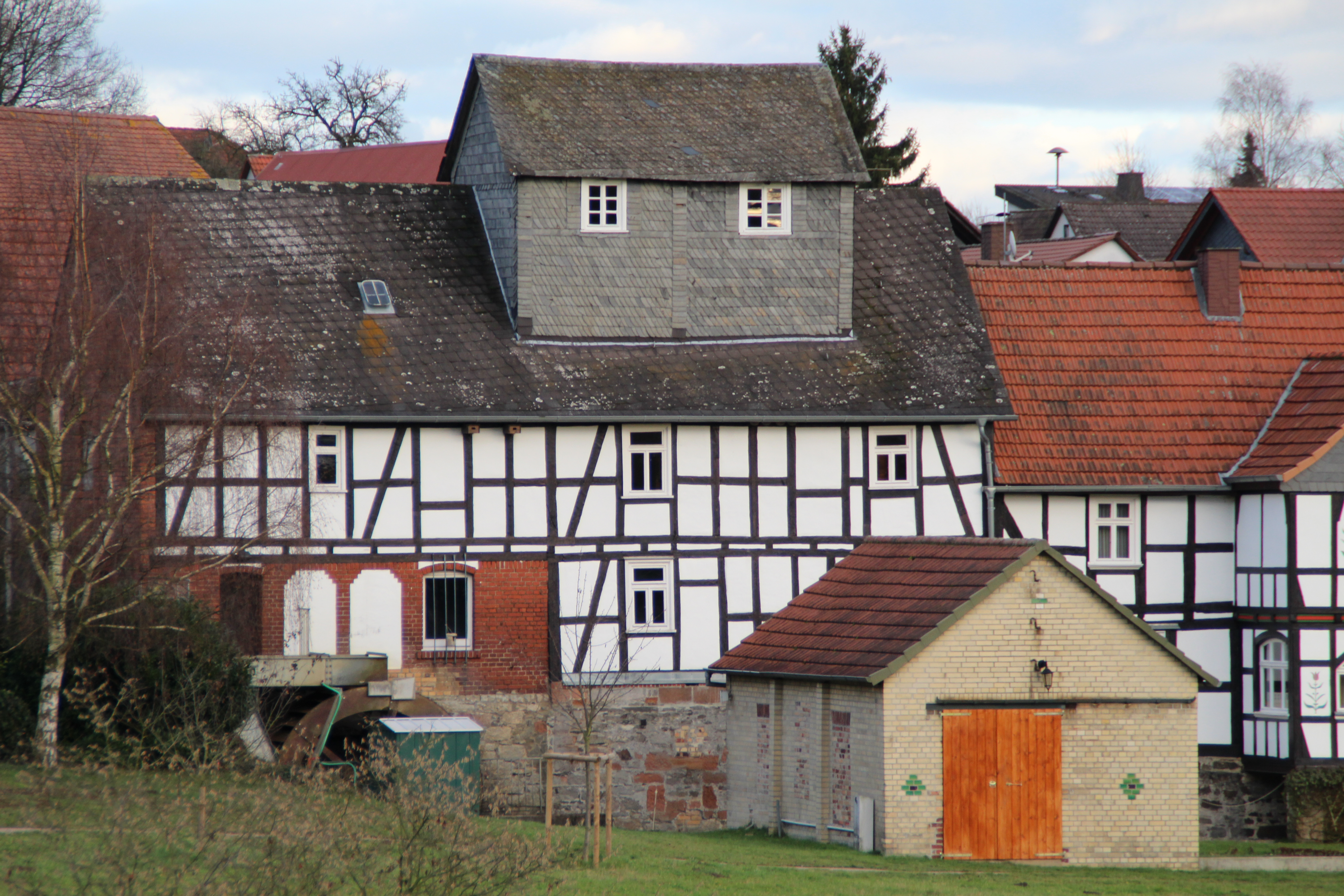
Mühle in der Ortschaft Damm Gemeinde Lohra. Das Wasserrad ist in der Mitte der linken Bildhälfte zu erkennen

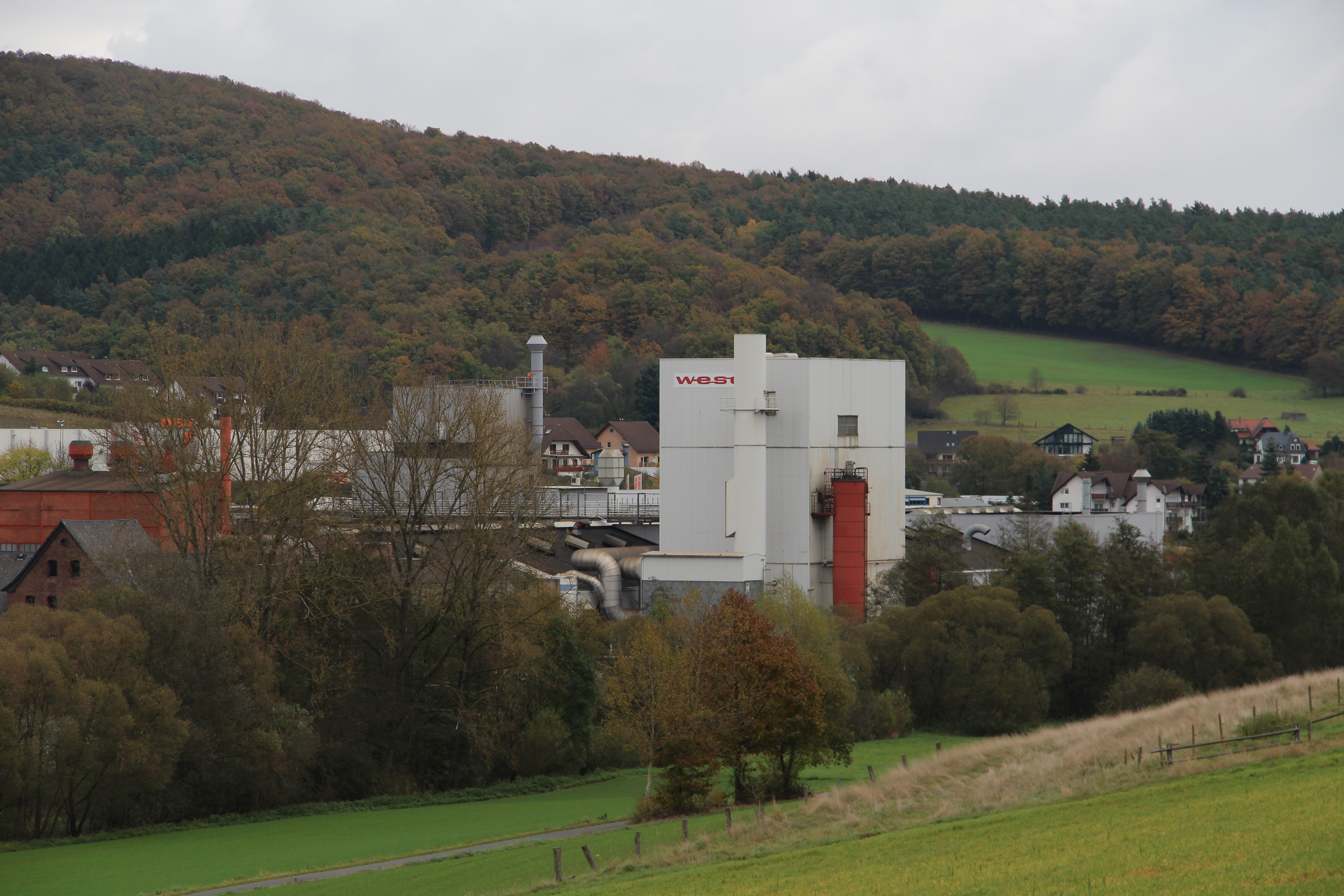
Die Aurorahütte bei Erdhausen 2014

Auf dem Weg zur Mündung in die Lahn, bei Odenhausen, sollen früher laut mündlicher Überlieferung 40 Wassermühlen gestanden haben. Auch heute stehen die meisten Mühlengebäude noch, oft umgebaut, teilweise sogar noch mit den zum Mühlenbetrieb erforderlichen Wasserrechten als Rechtstitel an den Besitz der Gebäude gebunden bzw. mit vorhandenen Mühlgräben. Einige wenige sind sogar noch funktionstüchtig, aber nicht mehr in Betrieb. Die untergegangenen Mühlenstandorte haben sich aber fast alle in Flurnamen erhalten.
Waldschmieden
An der Salzböde gab es bereits im Mittelalter nachweislich vier kleinere Schmelzwerke bzw. Waldschmieden, die mit Wasserkraft betrieben wurden. Standorte waren die „Hüttner-Mühle“ (Hüttner-Hütte genannt) in Wommelshausen-Hütte, die „Waldmühle“ bei Weidenhausen (Gladenbach), die „Hüttenmühle“, eine ehemalige Silberschmelze bei Mornshausen a. S. a.S. und die „Schmelzmühle“ bei Salzböden.
Hochofen und Hüttenwerke
Im 19. Jahrhundert entstanden an der Salzböde auch zwei heute noch existierende Hüttenwerke, und zwar die „Justushütte“ (gegr. 1832) in Weidenhausen und die „Aurorahütte“ (gegr. 1849) in Erdhausen. Beide Hüttenstandorte gehen auf Mühlen zurück, die Justushütte auf die „Neumühle“ und die Aurorahütte auf die „Urbansmühle“. Sie waren auf das Wasser der Salzböde angewiesen, um die Pochwerke und Blasebälge über Mühlräder anzutreiben. Die Aurorahütte war von 1850 bis 1887 auch eine Nickelschmelze, die mit Erzen aus Bellnhausen (Gladenbach) beliefert wurde.
Die Justushütte betrieb sogar von 1840 bis 1883 einen Holzkohle-Hochofen. Die Eisenerze kamen aus dem Umland.

## Freizeit und Erholung

### Salzböderadweg
An der Salzböde entlang führt über 29 km ein ausgewiesener und beschilderter Radwanderweg, der Salzböderadweg, von der Mündung der Salzböde in die Lahn in Odenhausen an der Lahn (165 m) bis nach Hartenrod (440 m), allerdings naturgemäß nicht bis an das Quellgebiet.

### Naturschwimmbäder
Bei Weidenhausen, Erdhausen, Gladenbach, Mornshausen und an der Etzelmühle bestanden seit Mitte der 1920er Jahre „Natur-Badeanstalten“. Das waren gemauerte oder betonierte Schwimmbecken, die entweder mit Wasser aus der Salzböde gefüllt wurden oder wie in Weidenhausen mit Wasser aus dem Römershäuser-Bach. Sie wurden bis Ende der 1950er Jahre genutzt. Hier lernte man schwimmen. Sie fielen neuen Hygieneverordnungen zum Opfer.